# Wilhelm I. (Joigny)

Wappen Wilhelms I. von Joigny

Wilhelm I. von Joigny († 1221) war Graf von Joigny. Er war ein Sohn des Grafen Rainald IV. (Haus Joigny, † 1172) und der Adele von Nevers (Haus Monceaux).
Im Jahr 1180 veranstaltete er in Joigny ein großes Turnier, an dem unter anderem der junge König Heinrich Plantagenet und der berühmte Ritter Guillaume le Maréchal teilnahmen. Beide sollen dabei ein Auge auf Wilhelms schöne Mutter geworfen haben. Wilhelm nahm ab 1190 im Gefolge König Philipps II. von Frankreich am dritten Kreuzzug teil. 1209 stiftete er die Abtei L’Enfourchure bei Dixmont. Im Dezember 1213 legte er in Provins einen Treueeid auf die Gräfin Blanka und deren unmündigen Sohn Theobald IV. von Champagne ab und ergriff somit im bevorstehenden Erbfolgekrieg in der Champagne Partei.
Gemäß einem bereits im Jahr 1179 verfassten Testaments erklärte Wilhelm die Prämonstratenserabtei von Dilo (heute Arces-Dilo im Département Yonne) zu seiner gewünschten Grablege, wo bereits seine Mutter in einem prunkvollen gotischen Grabmal bestattet war. Bei seinem Tod 1221 aber wurde er in der clunyzianischen Abtei Notre-Dame in Joigny, der traditionellen Grablege seiner Familie, beerdigt. Die Mönche von Dilo gaben ihren Protest dagegen 1224 auf, nachdem sie eine Schenkung von Wilhelms Sohn als Entschädigung erhalten hatten.

## Ehe und Nachkommen
Er war in erster Ehe verheiratet mit Alix (Alice) von Courtenay, einer Tochter von Peter I. von Courtenay und damit eine Enkelin König Ludwigs VI. von Frankreich. Mit ihr hatte er den Sohn Peter († 1222), trennte sich aber 1186 wieder von ihr.
Seine zweite Ehefrau hieß Beatrix († 1226 oder danach), mit der er zwei Kinder hatte:
- Wilhelm II. († vor 1248), Graf von Joigny
- N. N., ⚭ 1.) Guillaume I. de Chauvigny, Herr von Châteauroux; ⚭ 2.) Guillaume III. de Vierzon